# شعبة المخابرات البحرية الإسرائيلية
شعبة المخابرات البحرية الإسرائيلية (NID) هي وحدة أركان في مقر سلاح البحرية الإسرائيلية. مثل أجهزة المخابرات الإسرائيلية الأخرى، فهي تابعة مهنيا لمديرية المخابرات العسكرية الإسرائيلية.
هي المسؤولة عن تزويد الفيلق والجيش الإسرائيلي بشكل عام بصورة المخابرات البحرية، كجزء من مجتمع الاستخبارات. تحذر من الحرب أو الإرهاب من البحر. يرشد ويدرب فيلق البحر في المجالات المتعلقة بالذكاء الميداني، والموارد البشرية ذات الصلة بالذكاء، والهيدروغرافيا؛ وتنسق بين فيلق البحر وعناصر أخرى في مجتمع المخابرات.